# Bronzen priemkever
De bronzen priemkever (Bembidion aeneum) is een keversoort uit de familie van de loopkevers (Carabidae). De wetenschappelijke naam van de soort werd in 1824 gepubliceerd door Ernst Friedrich Germar.